# Stazione di Zeme
La stazione di Zeme era una fermata ferroviaria posta sulla linea Mortara-Asti che fino al 2003 serviva il centro abitato di Zeme.

## Storia
La fermata di Zeme fu attivata il 15 ottobre 1889.
Inizialmente era parte della Rete Mediterranea, gestita dalla Società per le Strade Ferrate del Mediterraneo, per poi passare nel 1905 alle neocostituite Ferrovie dello Stato.
Passato in gestione nel 2001 a Rete Ferroviaria Italiana con il resto della linea, l'impianto fu soppresso nel 2003, assieme a quasi tutte le località della linea abilitate al servizio viaggiatori. Sette anni dopo il servizio fu interrotto tra Asti e Mortara, a causa di cedimenti strutturali della galleria presso Ozzano Monferrato, anticipando la chiusura dell'intera linea.